# Ion Vova
Vladimir Ionescu, mai cunoscut ca Ion Vova, (n. 30 septembrie 1917, Berlin - 7 ianuarie 2011, București) a fost un actor, realizator de emisiuni și regizor artistic la Radiodifuziunea Română. Era supranumit Domnul Radio deoarece a lucrat peste 60 de ani în radio și a realizat peste 1.000 de emisiuni dintre care cea mai cunoscută este Ora veselă.

## Biografie
S-a născut la 30 septembrie 1917, la Berlin, unde mama sa, Aglaia Mihăilescu-Toscani, studia canto.
A  absolvit Academia de Muzică și Artă Dramatică, secția actorie, la clasa profesorului Ion Manolescu, fiind coleg cu Radu Beligan.
Din 1952 lucrează ca regizor la Societatea Română de Radiodifuziune inițial ca regizor de studio, apoi ca regizor artistic.  A promovat la radio doua generații de actori cum ar fi: Stela Popescu, Alexandru Arșinel, Rodica Popescu Bitănescu, Nicu Constantin și Nae Lăzărescu.
Printre emisiunile radio la care a lucrat se numără: Prietena noastră, cartea, Părinți și copii, Do-re-mi, Legendele Olimpului, Teatru la microfon, Unda veselă, Satira și umorul, Noapte bună, copii!.

## Piese de teatru regizate (selecție)
Aceasta este o listă de piese de teatru regizate de Vova - între paranteze (unde este cazul) este trecut (și) anul întregistrării radio.
- Tartuffe de Molière[5]
- Cei doi tineri din Verona (înregistrare din 1953; și ca actor),[6] Regele Lear (din 1954), Nevestele vesele din Windsor (din 1956)[7] de William Shakespeare
- de Henrik Ibsen
- de George Bernard Shaw
- de Miguel de Cervantes
- Soțul ideal de Oscar Wilde[8]
- de Vasile Alecsandri
- Justiție (în 1969), Diplomație (în 1969), Începem (1979), Om cu noroc (1983)  de Ion Luca Caragiale
- Titanic Vals; Profesorul de franceză (în 1991) de Tudor Mușatescu[9]
- de Mircea Ștefănescu
- Comisarul e băiat de treabă (în 1972) de Georges Courteline
- Nu priviți la îngeri (în 1977) de Tome Arsovski
- Boemii (din 1995) - pe baza piesei de teatru Lulu Popescu de Ion Minulescu
- Revizorul (din 1953) de Nikolai Gogol[10]
- Volpone (din 1956) de Ben Jonson (regia de studio și ca actor de voce)

## Filmografie
- Directorul nostru (1955)

## Premii
Ion Vova a primit Premiul Asociației Umoriștilor din România în 1991 pentru activitate creatoare în domeniul emisiunilor de comedie, Premiul Asociației oamenilor de știință – scenarii științifice (1994), Premiul UNCER – creații radiofonice în Fonoteca de aur (1999), Premiul pentru cel mai bun spectacol radiofonic, acordat la Gala UNITER pentru stagiunea 1999 – 2000, Titlul de excelență al Culturii Române (2001), Diplomă de fidelitate față de Radio România – 50 ani (2002).